# Иппель, Альберт
Альберт Иппель (нем. Albert Ippel; 2 июля 1885, Берлин — 1960, Мюнхен) — немецкий педагог, классический археолог, славист. Первый исследователь белорусского народного искусства.

## Биография
Альберт Иппель изучал классическую археологию во Фрайбурге, Берлине и Бонне, и в 1910 окончил докторантуру в Боннском университете.
Во время Первой мировой войны оказался в составе 10-й немецкой армии на Беларуси, Здесь занялся изучением народного искусства, в 1918 году устроил две выставки — в Вильно и Минске, а также ввёл термин «белорусское искусство» (нем. die weissruthenische Kunst) в отличие от польского и российского и издал на эту тему книгу.
В 1923—1940 преподавал в Бреслау и Берлине. В 1940 году получил звание почетного профессора археологии Берлинского университета. С 1947 года — почетный профессор университета Гамбурга. В то же время работал диктором Имперского учреждения фильмов и изображений в науке и обучении (нем. Reichsanstalt für Film und Bild in Wissenschaft und Unterricht).
С 1954 года на пенсии. В 1955 награжден орденом «За заслуги перед Федеративной Республикой Германия».

## Семья
Был женат на Эрме Лётай (1886-1972), дочери египтолога Адольфа Эрмана.